# Felix und Eusebius
Felix und Eusebius († angebl. im 1. Jahrhundert in Terracina) waren frühe christliche Märtyrer und Heilige.
Eusebius soll ein Mönch gewesen sein, der zahlreiche Menschen zum Christentum bekehrt haben soll, die dann von Felix die Taufe empfangen hätten. Er soll zudem die Märtyrer Julianus und Caesarius bestattet und das Opfer für die römischen Götter verweigert haben, woraufhin Eusebius und Felix vor den Richter geführt, gefoltert und schließlich enthauptet worden sein sollen. Die historische Existenz der beiden ist fraglich. Ihr Martyrium soll im 1. Jahrhundert in Terracina stattgefunden haben. Gedenktag der beiden Heiligen ist der 5. November.